# Démétrios II. Nikatór
Démétrios II. Nikatór (řecky Δημήτριος Νικάτωρ; před 160 př. n. l. - 125 př. n. l.) zvaný též Theos Filadelfos, byl král syrské Seleukovské říše v letech 145 až 139/138 př. n. l. a 129 až 125 př. n. l. Byl synem krále Démétria I. Sótéra.

## Mládí a vzestup k moci
Když uzurpátor Alexandr I. Balas v roce 153 př. n. l. s římským souhlasem začal boj o syrský trůn proti Seleukovci Démétriovi I. Sótérovi, nechal král své starší syny Démétria II. a Antiocha VII. s cennými předměty převézt do bezpečí do Knidu. Roku 150 př. n. l. padl Démétrios I. v bitvě proti Alexandru Balasovi, kterého mimo jiné podpořil Ptolemaios VI. z Egypta. Tak se uzurpátor stal novým seleukovským vládcem a za manželku přijal Kleopatru Theu, dceru egyptského krále.
V roce 147 př. n. l. zahájil Démétrios II. boj o říši svého otce. Nejdřív vytáhl do Kilikie s armádou žoldnéřů, kterou rekrutoval Kréťan Lasthenés. Připojil se k němu Apollonios, guvernér Koilésyrie, ale byl poražen Makabejcem Jonatanem, který byl spojencem Alexandra Balase. Ptolemaios VI. přišel v roce 146 př. n. l. přišel na pomoc svému zeti Alexandru Balasovi se silnými jednotkami do Fénicie, obsadil však všechna města na cestě. Když dorazil do města Seleucia Pieria, nechal i je obsadit ptolemaiovskou posádkou a změnil strany. Svou dceru Kleopatru Theu vzal od jejího muže a nabídl ji za manželku Démétriovi II. jsko součást spojenectví. Důvody tohoto kroku ptolemaiovského krále jsou nejasné. Každopádně nebyl tím hlavním důvodem pokus o atentát na tchána, který údajně Alexandr Balas podnítil.
Alexander Balas ještě bojoval proti odbojným obyvatelům Kilikie, když se Ptolemaios VI. objevil před seleukovským hlavním městem Antiochií. Tam Alexander Balas svěřil moc svým důvěrníkům Tryfónovi (také nazývanému Diodotus) a Hieraxovi, ti však od něj nyní odpadli. Přesvědčili Antiošany – kteří se báli pomsty Démétria II. za špatné chování vůči jeho otci Démétriovi I. – aby své město vydali egyptskému králi. Vojska Alexandra Balase umístěná v Antiochii i obyvatelé města nyní nabídli egyptskému králi, aby se stal panovníkem Seleukovské říše, pravděpodobně proto, že se báli odvety ze strany Démétria II. Ptolemaios VI. skutečně přijal nabídutý královský diadém, ale na dalším shromáždění se dvojí moci v Egyptě a Sýrii vzdal, asi zejména s ohledem na pravděpodobný odpor vůdčí velmoci Říma. Prohlásil, že chce anektovat jen Koilésýrii, ale zbytek seleukovské říše předat Démétriovi II., jehož dobré chování zaručuje. Historik Polybios však Ptolemaia VI. nazývá syrským králem.
Alexander Balas vracející se z Kilikie prohrál kolem června 145 př. n. l. rozhodující bitvu u řeky Oinoparas (dnes Afrin) nedaleko Antiochie proti Démétriovi II. a jeho egyptskému podporovateli. Na útěku k jistému arabskému šejkovi byl Balas brzy poté zabit. Ale také Ptolemaios VI. zraněním, která utrpěl v boji, rychle podlehl. Démétrios II. se tak stal nesporným jediným vládcem Sýrie.

## První vláda
Démétrios II. se marně pokoušel ovládnout armádu padlého faraona; tak utekla do Egypta. Podařilo se mu zadržet pouze slony. Všechny vojáky, které Ptolemaios VI. ponechal jako posádku v syrských městech, prý jejich obyvatelé zmasakrovali. Démétrios II. si nyní dal přezdívku Nikatór, Vítěz. Nápisy na mincích ukazují, že měl také kultovní titul Theos Filadelfos. Když se dozvěděl, že Makabejec Jonathan oblehl seleukovskou okupační posádku v jeruzalémském hradě, předvolal si ho do Ptolemais (Akka). Jonathan rozkaz přijal a přinesl Démétriovi II. bohaté dary. Makabejští uznali nadvládu seleukovského krále a pokračující přítomnost jeho vojsk v židovských pevnostech. Na oplátku se Démétrios II. vzdal svého práva na daně v Judeji výměnou za tribut 300 hřiven a ponechal Jonatanovi velekněžství a vládu nad třemi okresy Lod, Efraim a Ramatajim připojenými ze Samaří.
Démétrios II. měl s manželkou Kleopatrou Theou syny Seleuka V. Filométóra a Antiocha VIII. Grypa a pravděpodobně dceru Laodiku.
Když Démétrios II. považoval svou moc za upevněnou, usoudil, že by si mohl vystačit s krétskými žoldnéři, kteří mu byli naprosto loajální, a rozpustil místní jednotky, které si tím znepřátelil. Potlačil pak povstání v Antiochii se svými žoldnéři a 3000 Židy, které mu poslal Jonathan. Brutálně se pomstil nepřátelským obyvatelům hlavního města. Jeho styl vlády je obecně popisován jako krutý a vrtošivý. Jeho ministrem byl Lasthenés.
Poté, co se k moci dostal Démétrios II., stratég Diodotos Tryfón uprchl do pouště východní Sýrie, protože se obával pomsty za dřívější zběhnutí od Démétria I. Z tohoto důvodu byl také jedním z těch, kteří podporovali Ptolemaia VI. jako syrského krále. Protože Démétria II. kvůli jeho despotické vládě začali lidé zejména v Antiochii stále více nenávidět, získal Tryfón brzy velkou popularitu mimo jiné u propuštěných vojáků. Pustil se do boje proti Démétriovi II., který legitimizoval tím, že roku 145 př. n. l. dvouletého syna Alexandra Balase a Kleopatry They, který padl do jeho rukou, prohlásil za nového krále coby Antiocha VI. Vzhledem k tomu, že Démétrios II. nedodržel svůj slib stáhnout seleukovské okupační jednotky z židovských pevností a požadoval další tribut, se také dostal do konfliktu s Jonathanem. Tryfón dobyl vnitrozemí severní Sýrie, porazil armádu Démétria II., zajal jeho slony, a pak obsadil také Antiochii. Démétrios II. se tedy musel stáhnout do Seleukie. Tryfón nyní uzavřel spojenectví s Jonathanem a spolu postupně ovládli jižní Sýrii. Démétriovi tak zůstalo jen severní syrské pobřeží od Týru po Seleukii, část Kilikie a východní provincie Babylonie a Médie. Až kolem roku 143 př. n. l. dokázal Tryfón také ovládnout některá města na severním pobřeží Sýrie, např. Berytos, Byblos, Ptolemais a Aškelon, není však možné kvůli nedostatku dochovaných zdrojů rekonstruovat přesný průběh bojů.
Když Tryfón nechal roku 143 př. n. l. zavraždit Jonathana, který stal příliš nezávislým, znepřátelil si Židy, kteří se pak pod vedením Jonathanova bratra Šimona opět sblížili s Démétriem II. Ten uznal roku 142 př. n. l. Šimona jako velekněze a osvobodil ho od daní.

## Parthské zajetí
Ačkoli Tryfón bojoval proti Makabejcům neúspěšně, Démétrios II. zjevně nedokázal této situace využít. Musel totiž v Babylonii čelit invazi Parthů pod vedením jejich krále Mithradata I. V polovině roku 141 př. n. l. se Parthům podařilo dobýt Seleukii na Tigridu. Helenizované obyvatelstvo Babylonie však nově nastolenou parthskou vládu nenávidělo a vyslalo posly k Démétriovi II., aby jim pomohl setřást cizí jho. Seleukovec tedy v roce 140 př. n. l. vytáhl do boje proti Mithraidatovi I. a mohl se údajně spolehnout na podporu Elymejců, Baktrijců a dalších národů. Snad doufal, že po vítězství na východě říše se mu podaří porazit i Tryfóna v Sýrii (podle židovského historika Flavia Josefa). Zpočátku bylo jeho tažení, ve kterém dosáhl Médie, velmi úspěšné. Mithradatés I. však ho oklamal prostřednictvím zdánlivých mírových rozhovorů, takže nakonec byl Démétrios poražen a zajat parthským generálem. Seleukovský král byl poté deset let držen v zajetí. V důsledku tohoto vítězství zůstala Mezopotámie pod nadvládou Parthů až do roku 130 př. n. l.
Nejprve Mithradates I. ukázal zajatého seleukovského krále v okovech národům, které odpadly od parthské vlády. Pak se životní podmínky Démétria II. výrazně zlepšily. Své věznění v Hyrkánii mohl trávit důstojným způsobem a směl se dokonce oženit s Rhodogunou, která byla dcerou Mithradata I. a sestrou Fraata II. Ten se po Mithradatově smrti (138 př. n. l.) stal novým parthským vládcem. Kleopatra Thea však na zprávu o sňatku svého manžela s Rhodogunou reagovala hněvivě a následně se provdala za Demetriova bratra Antiocha VII., který záhy porazil Tryfóna a stal se novým syrským králem.
Slib parthského krále, že se Démétrios II. brzy vrátí do svého království v Sýrii, nebyl dodržen. Seleukovec proto s pomocí svého přítele Kallimandera podnikl první pokus o útěk, ale ten byl zmařen. Musel se vrátit k Rhodoguně a strpět přísnější dohled. Z manželství s parthskou ženou měl několik dětí. Přesto chtěl Démétrios II. znovu uprchnout, když se stále nemohl dočkat konce svého uvěznění. Byl zadržen těsně před hranicí, ale nadále s ním dobře zacházeli a byl poslán zpět do Hyrkánie. Vzhledem k tomu, že Antiochos VII. byl vojensky velmi podnikavý, chtěli Parthové mít jeho bratra Démétria II. po ruce jako možného uchazeče o syrský trůn. To vysvětluje velkorysé zacházení s vězněm.

## Návrat a smrt
Antiochos VII. vskutku v roce 130 př. n. l. zahájil zpočátku mimořádně úspěšné tažení proti Parthům. Nyní Fraates II. Démétria II. propustil, aby mohl bojovat proti svému bratrovi o vládu nad Seleukovskou říši. Na počátku roku 129 př. n. l. však již Antiochos VII. v parthské válce zahynul a Démétrios II. se dokázal vrátit do své říše dříve, než ho Parthové mohli chytit potřetí.
Zpočátku se Démétriovi II. dařilo obnovit svou vládu, ale pouze v severní Sýrii a Kilikii. V té době egyptská královna Kleopatra II., matka Kleopatry They, vedla válku proti svému bratrovi a manželovi Ptolemaiovi VIII. a požádala svého zetě Démétria II. o vojenskou pomoc. Na oplátku mu slíbila podíl na vládě Egypta. Seleukovský král nabídku přijal, ale byl poražen Ptolemaiem VIII. u egyptské pohraniční pevnosti Pelusion a musel ustoupit (129/128 př. n. l.). Ptolemaios VIII. přešel do proútoku a dosadil seleukovského vzdorokrále jménem Alexandr II. Zabinas, který měl získat vládu nad Sýrií. Vojenská pozice Démétria II. byla slabá a několik měst v severní Sýrii, jako Antiochie a Apamea, od něj odpadlo. Podle nálezů mincí byl Seleukovec schopen nadále ovládat Týr, Sidón, Seleukii a Ptolemaidu.
Démétrios II. pak roku 126 př. n. l. prohrál rozhodující bitvu u Damašku proti Zabinasovi. Když prchal, městské brány Ptolemaidy pro něj zůstaly zavřené na příkaz Kleopatry They, která zajistila, že nenašel útočiště ani v Týru, ale byl zabit poblíž tohoto města.